# Абдулкабірова Маухіда Атнагулівна
Маухіда Атнагулівна Абдулкабірова (Габделкәбирова) (04.11.1917, с. Нурліно сучасного Уфимського району Республіки Башкортостан — 2003  [Архівовано 31 березня 2019 у Wayback Machine.]) — вчений, геолог, доктор геолого-мінералогічних наук (1973). Лауреат Державної премії Казахстану (1990). У 1941-1983 в Інституті геологічних наук АН Казахської РСР, завідувач сектором. Автор праць з геології, металогенії, стратиграфії.

## Освіта
Казахський гірничо-металургійний інститут (1941).

## Наукова діяльність
Абдулкабірова виявила закономірності розміщення родовищ в Північному Казахстані, склала прогнозні геологічні карти цього регіону, визначила основні напрями пошуків родовищ. Створила теоретичні основи пошуку алмазних родовищ у Північному Казахстані. За прогнозом Абдулкабірової відкрито Кумдикольське алмазне родовище.

## Нагороди
Медаль «За трудову доблесть» (1987)

## Твори
Материалы по петрографии метаморфических пород Кокчетавского району [Текст] / М. А. Абдулкабирова ; Акад. наук Каз. ССР. Ин-т геол. наук. Алма-Ата : Изд-во и тип. Акад. наук Каз. ССР, 1949
Абдулкабирова, Маухида Атнагуловна. Сводово-глыбовые структуры и эндогенные месторождения Северного Казахстана / Маухида Атнагуловна Абдулкабирова. — 1975 . — 240 с.
Рудные формации, месторождения руд золота, А.-А., 1980;
Сводово-глыбовые структуры и металлогения золота Казахстана, А.-А., 1982;
Геология Северного Казахстана : (Стратиграфия) / [А. А. Абдуллин, М. А. Абдулкабирова, М. А. Касымов и др.; Редкол.: М. А. Абдулкабирова (отв. ред.) и др.]; АН СССР, Ин-т геол. наук им. К. И. Сатпаева и др. Алма-Ата : «Наука» КазССР, 1987
Тектоника и глубинное строение Северного Казахстана / Маухида Атнагуловна Абдулкабирова, В. Н. Любецкий, Ю. А. Калашников, др. — Алма-Ата : Наука, КазССР, 1988. — 192 с. : ил. — Библиогр.: с.189-191 (65 назв.). — На рус. яз.